# Poecilomyrma
Poecilomyrma é um gênero de insetos, pertencente a família Formicidae.